# Tekla Chemabwai
Tekla Chemabwai (Mosombor, 3 febbraio 1954) è un'ex velocista e mezzofondista keniota, specializzata nei 400 e negli 800 metri piani.

## Biografia
Prese parte ai Giochi olimpici di Città del Messico 1968 e Monaco di Baviera 1972, ma in entrambi i casi non riuscì ad approdare in finale nei 400 metri piani.
Nel 1973 partecipò alla seconda edizione dei Giochi panafricani conquistando la medaglia d'oro nei 400 metri piani.
Nel 1978, durante i Giochi del Commonwealth a Edmonton, vinse la medaglia d'argento negli 800 metri. Nello stesso anno vinse la medaglia d'oro nella medesima specialità durante i Giochi panafricani di Algeri.
Era sposata con il velocista Julius Sang.

## Palmarès
| Anno | Manifestazione          | Sede              | Evento                | Risultato     | Prestazione | Note |
| ---- | ----------------------- | ----------------- | --------------------- | ------------- | ----------- | ---- |
| 1968 | Giochi olimpici         | Città del Messico | 400 metri piani       | elim. qualif. | 54"05       |      |
| 1972 | Giochi olimpici         | Monaco di Baviera | 400 metri piani       | elim. qualif. | 53"54       |      |
| 1973 | Giochi panafricani      | Lagos             | 400 metri piani       | Oro           | 54"06       |      |
| 1977 | Coppa del mondo         | Düsseldorf        | Staffetta 4×400 metri | 7ª            | 3'36"3      |      |
| 1978 | Giochi del Commonwealth | Edmonton          | 800 metri             | Argento       | 2'02"87     |      |
| 1978 | Giochi panafricani      | Algeri            | 800 metri             | Oro           | 2'04"84     |      |